# Puchar Ukrainy w piłce nożnej (2019/2020)
Puchar Ukrainy 2019/2020 (oficjalna nazwa: Puchar Ukrainy w piłce nożnej, ukr. Кубок України з футболу) – 29. rozgrywki ukraińskiej PFL, mające na celu wyłonienie zdobywcy krajowego Pucharu, który zakwalifikuje się tym samym do Ligi Europy UEFA sezonu 2020/2021. Sezon trwał od 20 sierpnia 2019 do 8 lipca 2020.
W sezonie 2019/2020 rozgrywki te składały się z:
- pierwszej rundy wstępnej
- drugiej rundy wstępnej
- trzeciej rundy wstępnej, do której dołączyły 6 zespołów Premier-lihi sezonu 2018/2019,
- meczów 1/8 finału,
- meczów 1/4 finału,
- meczów 1/2 finału,
- meczu finałowego.

## Drużyny
Do rozgrywek Pucharu przystąpiło 48 klubów: 12 z Premier-lihi, 16 z Pierwszej Lihi i 18 z Drugiej Lihi oraz Zdobywca i Finalista Pucharu Ukrainy 2018/19 roku wśród drużyn amatorskich.
| Kluby Premier Lihi: | Kluby Pierwszej Lihi: | Kluby Drugiej Lihi: | Finaliści Pucharu Ukrainy spośród drużyn amatorskich: |
| - Desna Czernihów - SK Dnipro-1 - Dynamo Kijów - Karpaty Lwów - Kołos Kowaliwka - FK Lwów - FK Mariupol - FK Ołeksandrija - Olimpik Donieck - Szachtar Donieck - Worskła Połtawa - Zoria Ługańsk | - Ahrobiznes Wołoczyska - Awanhard Kramatorsk - Bałkany Zoria - Czerkaszczyna Czerkasy - Czornomoreć Odessa - Hirnyk-Sport Horiszni Pławni - Inhułeć Petrowe - Kremiń Krzemieńczuk - Metalist 1925 Charków - Metałurh Zaporoże - MFK Mikołajów - FK Mynaj - Obołoń-Browar Kijów - Prykarpattia Iwano-Frankiwsk - Ruch Lwów - Wołyń Łuck | - Alians Łypowa Dołyna - Bukowyna Czerniowce - Czajka Petropawliwśka Borszczahiwka - Dinaz Wyszogród - Enerhija Nowa Kachowka - Hirnyk Krzywy Róg - FK Kałusz - Krystał Chersoń - FK Nikopol - Nywa Tarnopol - Nywa Winnica - Podilla Chmielnicki - Polissia Żytomierz - Reał Farma Odessa - Tawrija Symferopol - FK Użhorod - Weres - WPK-Ahro Szewczenkiwka | - Awanhard Bziw (zdobywca) - FK Wołczańsk (finalista) |

## Terminarz rozgrywek

### Pierwsza runda wstępna (1/64)
Mecze rozegrano 20 sierpnia 2019.
| Tawrija Symferopol     | 5:0 | Reał Farma Odessa                   |             |
| Enerhija Nowa Kachowka | 1:4 | Bukowyna Czerniowce                 |             |
| Hirnyk Krzywy Róg      | 0:1 | Czajka Petropawliwśka Borszczahiwka |             |
| Krystał Chersoń        | 1:1 | Dinaz Wyszogród                     | dod., k.2:4 |
| Weres                  | 2:1 | Nywa Tarnopol                       |             |
| Awanhard Bziw          | 0:2 | FK Wołczańsk                        | dod.        |
| Alians Łypowa Dołyna   | 2:0 | FK Użhorod                          |             |
| Podilla Chmielnicki    | 1:0 | Polissia Żytomierz                  |             |
| Nywa Winnica           | 5:1 | FK Nikopol                          |             |
| FK Kałusz              | 1:0 | WPK-Ahro Szewczenkiwka              |             |

### Druga runda wstępna (1/32)
Mecze rozegrano 27 sierpnia 2019.
| Ahrobiznes Wołoczyska        | +:- | Arsenał Kijów                       | Arsenał Kijów wycofał się z rozgrywek przed rozpoczęciem rozgrywek |
| Inhułeć Petrowe              | 2:0 | Metalist 1925 Charków               |                                                                    |
| FK Kałusz                    | 1:2 | FK Mynaj                            |                                                                    |
| MFK Mikołajów                | 5:1 | Prykarpattia Iwano-Frankiwsk        |                                                                    |
| Dinaz Wyszogród              | 1:0 | Nywa Winnica                        |                                                                    |
| Czerkaszczyna Czerkasy       | 1:2 | Kremiń Krzemieńczuk                 |                                                                    |
| Podilla Chmielnicki          | 1:1 | Wołyń Łuck                          | dod., k.4:5                                                        |
| FK Wołczańsk                 | 0:1 | Obołoń-Browar Kijów                 | dod.                                                               |
| Weres                        | 1:2 | Ruch Lwów                           |                                                                    |
| Hirnyk-Sport Horiszni Pławni | 1:1 | Metałurh Zaporoże                   | dod., k.6:5                                                        |
| Awanhard Kramatorsk          | 0:0 | Bałkany Zoria                       | dod., k.3:4                                                        |
| Alians Łypowa Dołyna         | 4:1 | Czajka Petropawliwśka Borszczahiwka |                                                                    |
| Tawrija Symferopol           | 2:3 | Bukowyna Czerniowce                 |                                                                    |

### 1/16 finału
Mecze rozegrano 25 września 2019, z wyjątkiem meczu Ruch Lwów - FK Mariupol, który odbył się 2 października 2019.
| Kremiń Krzemieńczuk   | 2:3 | Olimpik Donieck              |             |
| MFK Mikołajów         | 1:0 | Czornomoreć Odessa           |             |
| Obołoń-Browar Kijów   | 0:2 | Hirnyk-Sport Horiszni Pławni |             |
| FK Mynaj              | 1:0 | Wołyń Łuck                   |             |
| Alians Łypowa Dołyna  | 1:0 | Bałkany Zoria                |             |
| Bukowyna Czerniowce   | 0:2 | FK Lwów                      |             |
| Inhułeć Petrowe       | 0:0 | Karpaty Lwów                 | dod., k.7:6 |
| Dinaz Wyszogród       | 0:1 | FK Ołeksandrija              | dod.        |
| Ahrobiznes Wołoczyska | 1:3 | SK Dnipro-1                  |             |
| Ruch Lwów             | 0:1 | FK Mariupol                  |             |

### 1/8 finału
Mecze rozegrano 30 października 2019.
| Kołos Kowaliwka      | 0:1 | Worskła Połtawa              |             |
| FK Mynaj             | 2:0 | FK Lwów                      |             |
| MFK Mikołajów        | 2:4 | Desna Czernihów              |             |
| Alians Łypowa Dołyna | 5:3 | Hirnyk-Sport Horiszni Pławni |             |
| Dynamo Kijów         | 2:1 | Szachtar Donieck             | dod.        |
| Inhułeć Petrowe      | 2:1 | SK Dnipro-1                  |             |
| FK Mariupol          | 1:0 | Olimpik Donieck              |             |
| FK Ołeksandrija      | 1:1 | Zoria Ługańsk                | dod., k.5:4 |

### 1/4 finału
Mecze rozegrano 11 marca 2020, z wyjątkiem meczu Desna Czernihów - Worskła Połtawa, który odbył się 12 marca 2020.
| Dynamo Kijów         | 1:0 | FK Ołeksandrija | dod.        |
| FK Mynaj             | 1:1 | Inhułeć Petrowe | dod., k.6:5 |
| Alians Łypowa Dołyna | 2:4 | FK Mariupol     |             |
| Desna Czernihów      | 0:1 | Worskła Połtawa |             |

### 1/2 finału
Pierwszy mecz rozegrano 17 czerwca 2020, a drugi 24 czerwca 2020.
| FK Mynaj    | 0:2 | Dynamo Kijów    |             |
| FK Mariupol | 1:1 | Worskła Połtawa | dod., k.2:3 |

### Finał
Mecz został rozegrany 15 maja 2019.
| 8 lipca 2020 21:30                                                                                | Dynamo Kijów · Verbič 28' | 1:1 k. 8:7(1:1)Raport                                                                | Worskła Połtawa · 11' Stepaniuk | Stadion Metalist, Charków Widzów: 0 Sędzia: Kateryna Monzul (Charków) |
|                                                                                                   |                           |                                                                                      |                                 |                                                                       |
|                                                                                                   |                           | Rzuty karne                                                                          |                                 |                                                                       |
| Verbič · Cyhankow · Kędziora · Pena · Andrijewski · Sydorczuk · Szaparenko · Mykołenko · Szabanow |                           | Puclin · Kane · Luizão · Opanasenko · Ndiaye · Czesnakow · Perduta · Sapaj · Bajenko |                                 |                                                                       |

| Zdobywca Pucharu Ukrainy 2019/20 |
| -------------------------------- |
| Dynamo Kijów 12 tytuł            |
| ...                              |